# Movimento Camphill
Il Movimento Camphill è un'organizzazione internazionale per la cura e l'assistenza di persone disabili, basata sui principi dell'antroposofia. Le sue comunità forniscono supporto per l'istruzione, l'occupazione e la vita quotidiana di adulti e bambini che presentano ritardi nello sviluppo, problemi di salute mentale o altri bisogni speciali.

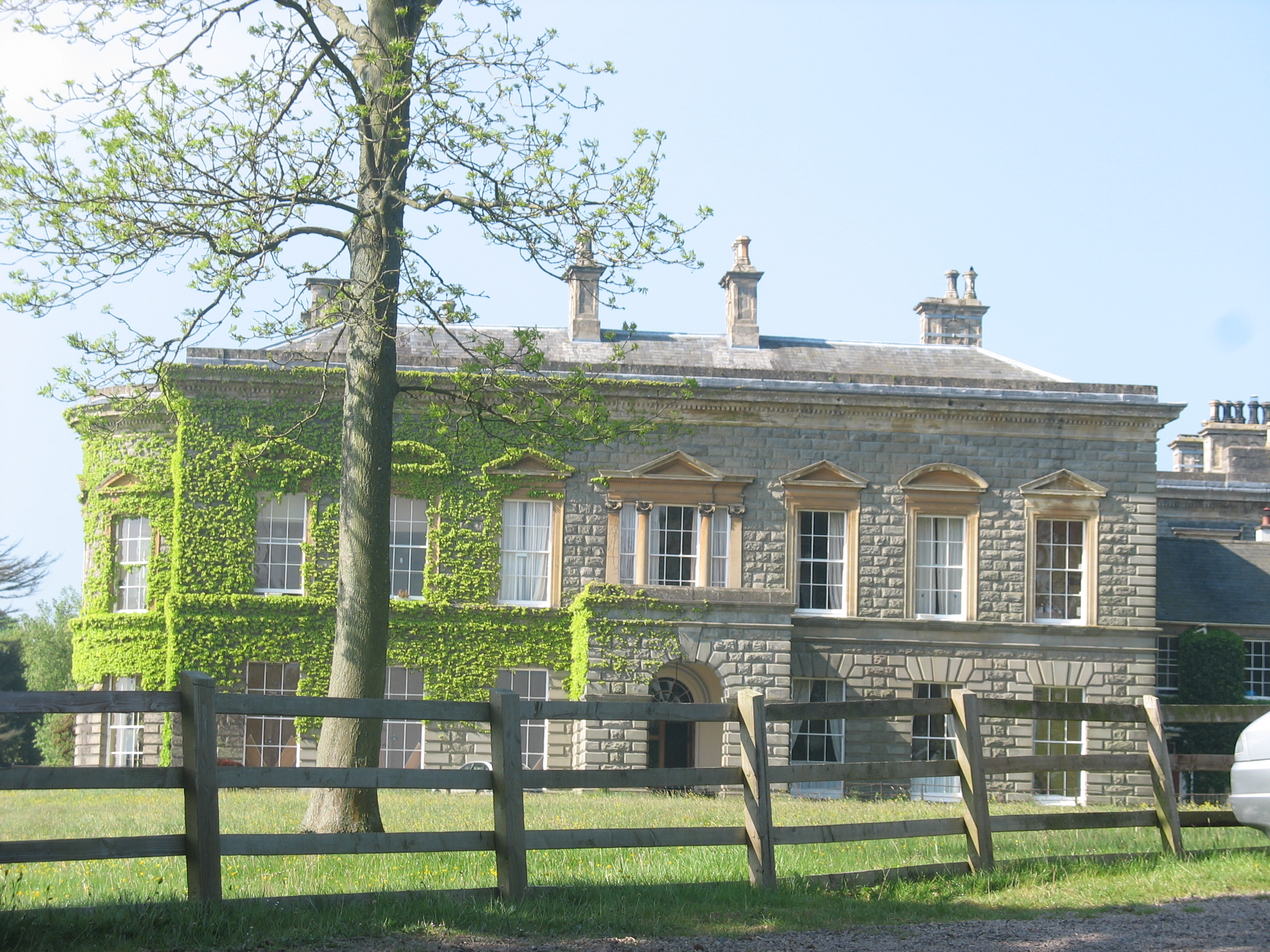
Una comunità Camphill ad Oakland Park (Florida, Stati Uniti)

Oltre alle sue strutture educative e terapeutiche, di cui se ne contano attualmente cento in più di 20 paesi in tutto il mondo, il movimento Camphill comprende iniziative in altri ambiti sociali, come il lavoro per i rifugiati, la riabilitazione traumatologica e attività per gli anziani.

## Storia

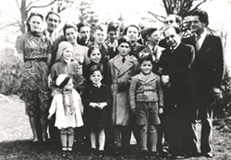
La prima comunità Camphill a Kirkton House, nel 1939.

Il movimento venne fondato nel 1939 a Kirkton House vicino ad Aberdeen, in Scozia, da un gruppo di giovani rifugiati ebrei, riuniti attorno al pediatra viennese Karl König e a sua moglie Tilla. 
Il loro obiettivo era costruire delle comunità ispirate all'antroposofia, in grado di offrire a bambini con bisogni speciali un ambiente in cui crescere e lavorare in maniera salutare.
Karl König intendeva seguire idealmente l'esempio dei cavalieri templari, sfuggiti alla persecuzione dell'Inquisizione medievale, per salvare come costoro il seme spirituale sorto nell'Europa centrale, mettendolo al riparo dalla devastazione bellica e sviluppandone soprattutto l'aspetto pratico e curativo.
Successivamente, nel giugno 1940, i fondatori del movimento trasferirono la loro comunità nel complesso residenziale Camphill, situato nella zona di Milltimber, un sobborgo di Aberdeen, da cui trae origine il nome.
Dopo la fine della guerra, la prima comunità riuscì progressivamente ad espandersi nei dintorni, sicché il suo antico complesso è diventato attualmente un campus della Camphill School di Aberdeen, nella cui area si trovano sei comunità Camphill.
La scuola ha ricevuto eccellenti valutazioni governative, in particolare un accreditamento nell'ambito dell'autismo da parte della National Autistic Society.
Complessivamente, ci sono oggi nel mondo oltre cento comunità sparse in più di 20 nazioni, principalmente in Europa, ma anche in Nord America e Africa meridionale.
Tra i vari riconoscimenti, il villaggio di Botton, situato nel North Yorkshire in Inghilterra, ha ricevuto un premio sostenibilità nel 2005, per la dedizione della comunità all'etica dello sviluppo sostenibile.

## Principi ispiratori
La filosofia del movimento Camphill si ispira ai principi educativi e sociali delineati dall'antroposofo Rudolf Steiner (1861-1925), secondo il quale «uno spirito e un destino perfettamente formati appartengono a ogni essere umano».
Karl König riteneva in particolare che a nessun essere umano fosse precluso il possesso di una sana personalità indipendentemente dalle proprie caratteristiche fisiche, comprese quelle che denotano una disabilità mentale o dello sviluppo, e che il ruolo della scuola fosse appunto quello di riconoscere, nutrire ed educare questo sé essenziale.

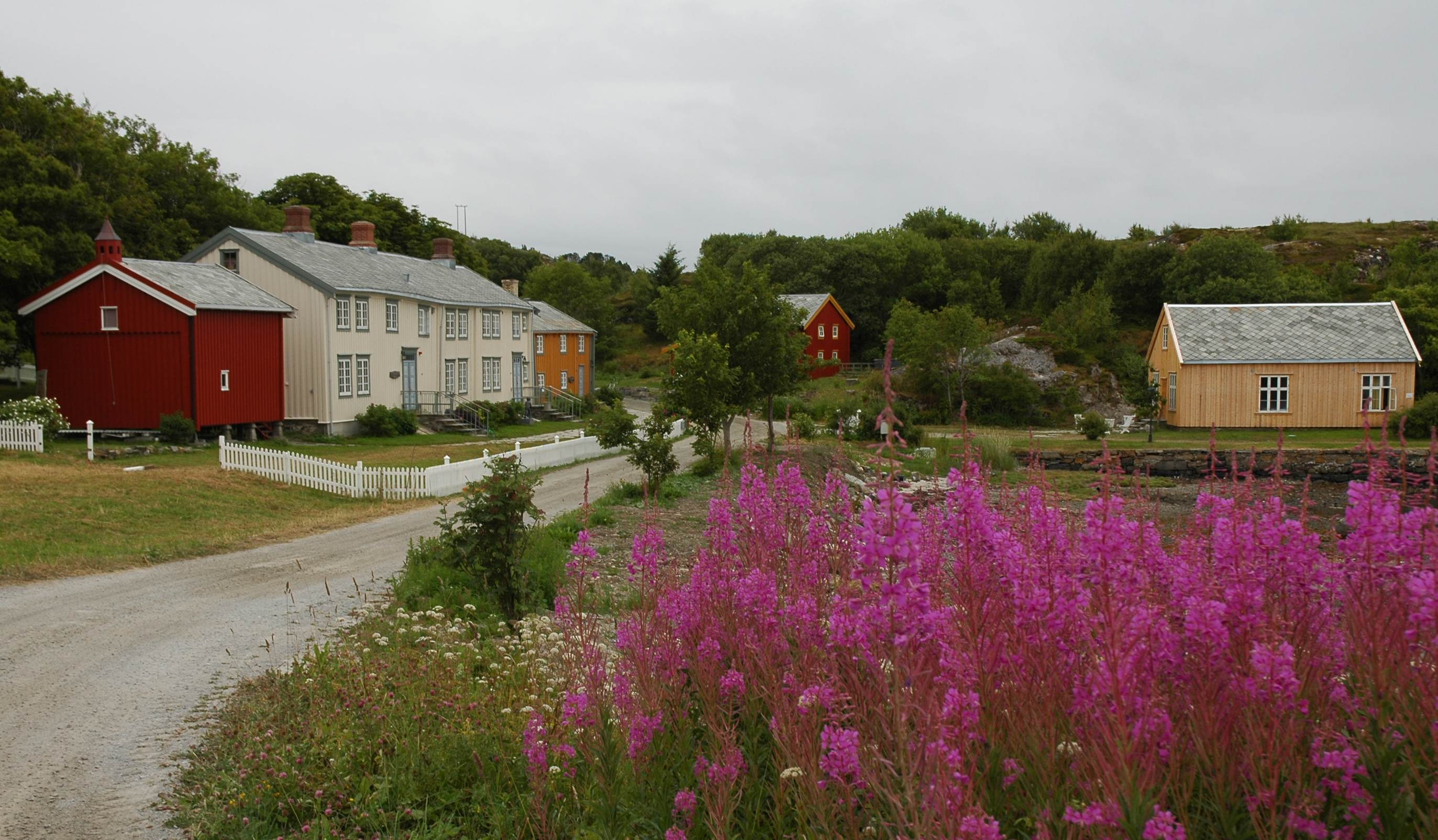
Un villaggio Camphill a Vallersund Gård, in Norvegia.

Nelle comunità tradizionali Camphill, simili a villaggi, le persone con gravi e spesso multiple disabilità mentali, emotive o fisiche, di solito vivono insieme alle famiglie dei loro assistenti. Trovano impiego in aziende dedite all'agricoltura biodinamica, nelle cucine o in laboratori artigianali. L'assistenza loro rivolta mira a metterle in condizione di condurre un'esistenza il più indipendente possibile secondo le loro capacità.
La vita all'interno delle comunità Camphill viene gestita a partire dalla visione cristiana e antroposofica dell'uomo, secondo cui ogni persona, con o senza disabilità, ha diritto a una vita soddisfacente da condurre in libertà e dignità.
L'organizzazione delle strutture è stata spesso adattata alle condizioni e alle leggi locali, ma fondamentalmente si cerca di sviluppare e coltivare consapevolmente tutti gli ambiti della vita attraverso l'antroposofia. Ciò avviene attraverso l'arte, l'apprendimento costante, le feste religiose e stagionali, una dieta sana e, se possibile, l'accesso a una medicina potenziata dal punto di vista antroposofico, comprendente terapie e applicazioni specifiche come l'euritmia, la musicoterapia e il massaggio ritmico.
I bambini vengono istruiti e assistiti principalmente in scuole educative speciali a carattere domestico. Oltre alla formazione scolastica, i giovani hanno l'opportunità di acquisire abilità pratiche nei laboratori, nell'agricoltura e nell'orticoltura, affinché siano messi in grado non di diventare produttivi, ma di scoprire i propri talenti e interessi. Agli adulti vengono invece offerte significative possibilità di impiego nella panetteria, nella tessitura, nella ceramica e in altre forme di artigianato.